# Ilopango
 Ilopango  es un distrito perteneciente a San Salvador Este ubicado en el departamento de San Salvador, El Salvador. Tiene una superficie de 34,63 km² y una población de 88 824 habitantes de acuerdo al Censo de Población y Vivienda de 2024, lo que lo convierte en el decimotercer distrito más poblado del país.
| Censo | Población | Cambio  | Porcentaje |
| ----- | --------- | ------- | ---------- |
| 2007  | 103 862   | N/D     | N/D        |
| 2024  | 88 824    | -15 038 | -14.5%     |

## Toponimia
El topónimo náhuat El nombre Ilopango proviene del concepto Xilopango o Xilote que en lengua náhuat significa “Valle de los Elotes” o “Diosa del Maíz”

## Historia
La localidad fue fundada por grupos toltecas hacia el siglo XI o XII. En épocas precolombinas constituyó un importante centro religioso de América Central. En 1786 formó parte del partido de San Salvador, y como municipio desde 1824 a 1835. Estuvo dentro de la demarcación del Distrito Federal de Centroamérica durante el período 1835 – 1839. Después de la disolución de la Federación, fue otra vez municipio del departamento. En un informe de las autoridades locales de 1858, se contaban 548 habitantes alojados en 151 casas de paja y 8 de teja.
El alcalde electo para el año de 1872 era don Felipe Sánchez.
El alcalde electo para el año de 1873 era don Teodoro Hernández. Fue afectado por el terremoto del 19 de marzo de 1873 de 7.3 grados de richter que destruyó a San Salvador.
En el 20 de abril de 1893, durante la administración del Presidente Carlos Ezeta, la Secretaría de Instrucción Pública y Beneficencia, a propuesta del director general de Educación Pública, acordó el establecimiento de una escuela mixta en el valle de Apulo, cuya dotación era 15 pesos mensuales.
En 1899, por medio de una Ley, le fue incorporado el cantón o valle de Apulo. En 1908, tenía una población de 5,500. Según Decreto Legislativo del 3 de mayo de 1967, y publicado en el Diario Oficial, el 17 de mismo mes, a la cabecera se le otorgó del título de «villa». El título de ciudad le fue adjudicado por Decreto Legislativo del 29 de junio de 1971, publicado en el Diario Oficial del 14 de julio del mismo año.

## Información general
Ilopango forma parte del Área Metropolitana de San Salvador
Ilopango está limitado por los distritos de Tonacatepeque y San Martín, al norte; el Lago de Ilopango, al Este; Santiago Texacuangos y Santo Tomás, al Sur; y Soyapango, al oeste. Para su administración el municipio se divide en 4 cantones Ilopango, San Bartolo, Apulo Y Santa Lucía y 120 caseríos. Los ríos principales son Las Cañas, Chagüite, La Jutera, Cuaya, La Colmenera y Güilapa. En cuanto a su orografía, la elevación principal es el cerro Amatitán. Posee un clima cálido, y pertenece al tipo de tierra caliente. El monto pluvial oscila entre 1700 y 1850 mm. El municipio cubre un área de 34.6 km² y la elevación de la cabecera es de 625.0 m s. n. m.
TURISMO: desde 2019, se proyectan actividades turísticas por su patrimonio natural y cultural. Se ha diseñado el TOUR "DESDE LO ALTO AL LAGO", el cual abarca El patrimonio cultural con el Museo de Aviación Y los coloridos murales del pueblo de Ilopango, cuyo pintor ilopaneco Edwin Ramírez "El Indio" (nombre artístico), está plasmando su arte y transformando la imagen visual del pueblo. Posteriormente, se desplaza hacia los miradores para tener las impresionantes vistas panorámicas del bello lago Ilopango ubicado en la caldera volcánica y en el horizonte se divisa también el Volcán Chichontepec o San Vicente. Senderismo hacia la Peña del Eco: caminata ecoturística por el sendero de poca dificultad, por tanto, para todo público. El factor acuático está presente con la opción de terminar el recorrido con un refrescante viaje en lancha para finalizar con la gastronomía local de la mojarra, pescado propio del Lago Ilopango.
Las actividades económicas están centradas en la denominada «Zona Franca de San Bartolo» y el Bulevar del Ejército (vía de salida de la zona metropolitana al oriente del país). En el área central del municipio se localizan fábricas dedicadas a la elaboración de diversos productos, entre ellos se incluyen alimenticios, hilados y tejidos, muebles de madera y metal, papel, cartón, fósforos y cerillos, entre otros. Dentro de su actividad comercial hay establecimientos que incluyen abarroterías, almacenes, farmacias, restaurantes y comedores, entre otros. Las fiestas patronales se celebran del 1° al 15 de noviembre en honor a San Cristóbal "el Santo de los viajeros". El santo patrono es conocido también como el portador de cristo. Durante la celebración se realizan diferentes actividades, culturales, deportivas y religiosas. Las fiestas se dividen entre actividades populares que son celebradas por la municipalidad, la primera semana del mes de noviembre y luego las actividades puramente religiosas que consisten en una novena al patrono San Cristóbal y culminan el 16 de noviembre con la santa misa patronal, en Ilopango celebran otras fiestas, en changallo el patrono es San José, en Joya grande es el Sagrado Corazón.
La Autoridad de Aviación Civil tiene su sede en el Aeropuerto Internacional de Ilopango.

## Sitios de interés
En la localidad se encuentran las instalaciones del Aeropuerto Internacional de Ilopango, ocupada para vuelos privados, y usado como lugar de entrenamiento para pilotos y paracaidistas de la fuerza aérea, además es sede de la Fuerza Aérea de El Salvador; y en este mismo sitio se encuentra el Museo Nacional de Aviación.
El distrito colinda con el Lago de Ilopango, lugar donde están ubicado el Turicentro de Apulo y Amatitlán.

## Galería

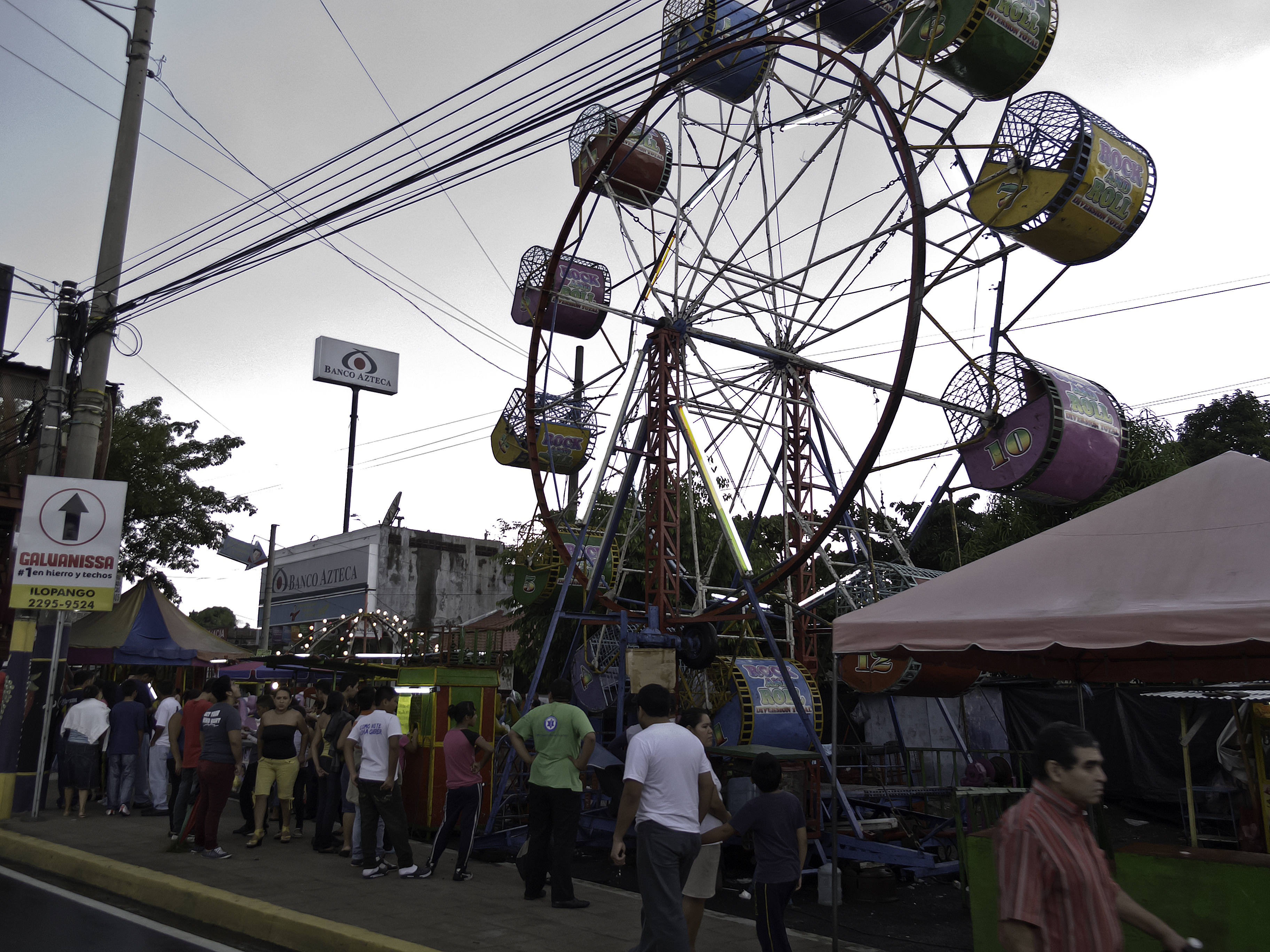
Una fiesta en Ilopango.
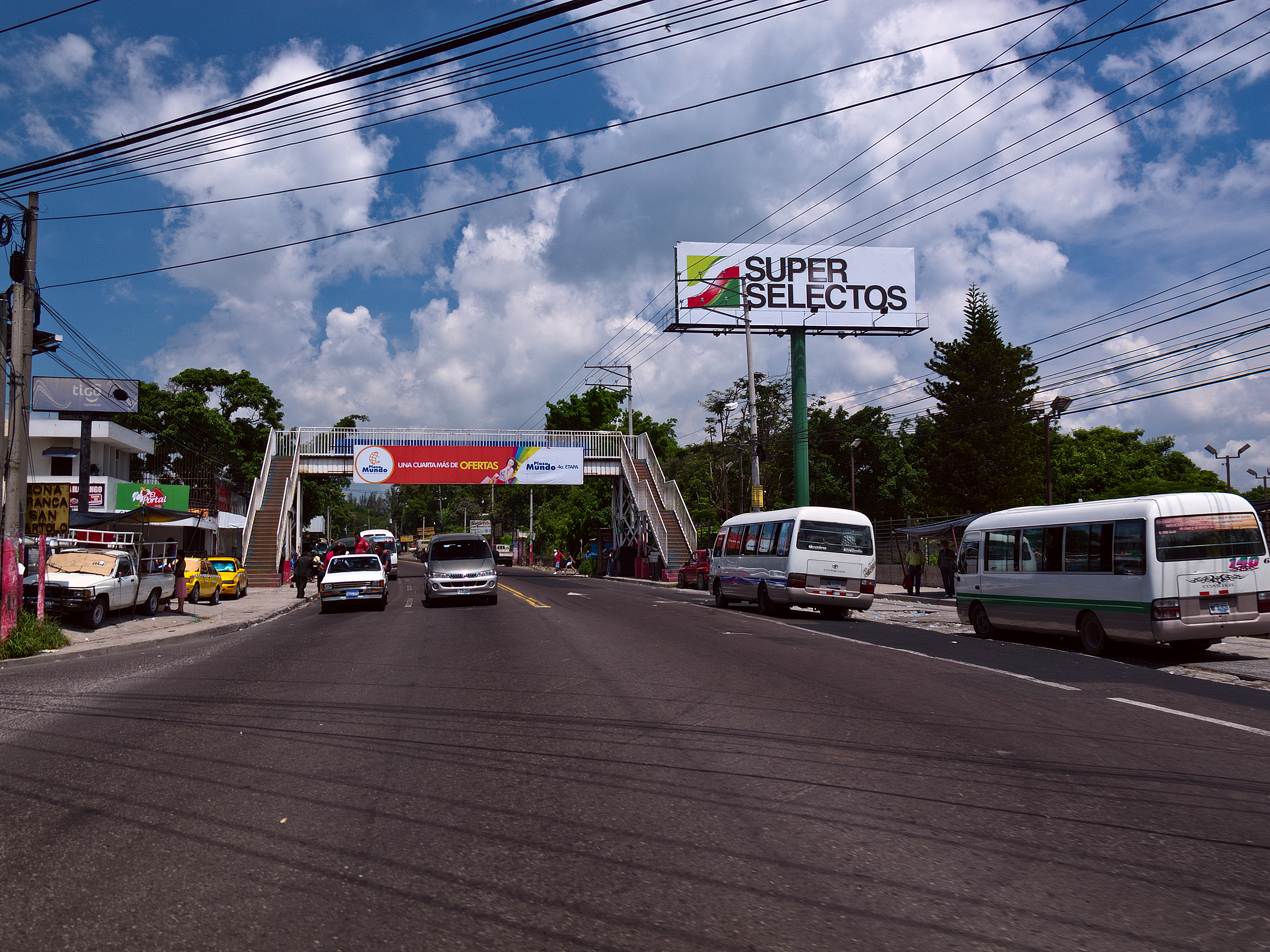
El bulevar del Ejército (Antigua Carretera Panamericana) que pasa por Ilopango.
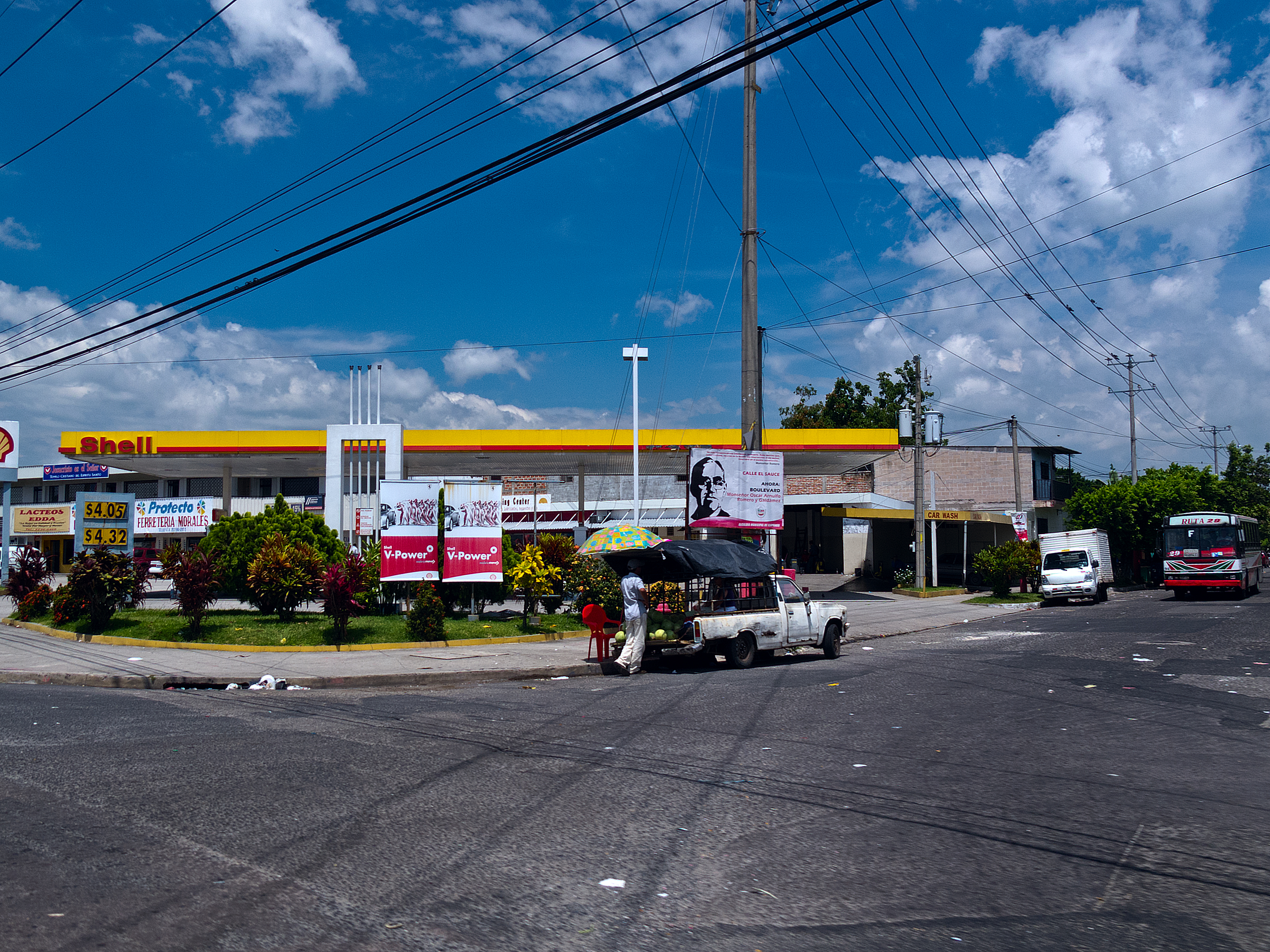
Vendedor de sandias en Ilopango (San Bartolo).